# José F. Arias
José Francisco Arias López (Montevideo, 24 de enero de 1885 - 22 de abril de 1970) fue un médico, político y profesor uruguayo. Integró el partido Colorado, por el que fue elegido diputado y senador. En 1925 asumió como ministro de Industria. Fue el principal impulsor de la creación de la Universidad del Trabajo del Uruguay.

## Biografía
Nació en 1885 en Montevideo, hijo de los españoles Vicente Arias y Carmen López. Su padre era carbonero y su madre costurera. Comenzó la carrera de medicina pero en 1904 huyó a Buenos Aires para evitar la leva y trabajó como profesor en un instituto Polígloto-Mercantil. A fines de 1904 regresó a Uruguay, retomó sus estudios y se graduó como médico.

### Actuación académica
Trabajó como profesor de Cosmografía en Enseñanza Secundaria y fue miembro correspondiente de la Sociedad Astronómica de Francia. En 1911 asumió la dirección de la revista Evolución.
Entre sus aportes a la enseñanza figuran la creación de escuelas para sordomudos y escuelas al aire libre, la aprobación de un mayor presupuesto escolar en 1920, la creación de liceos nocturnos de funcionamiento regular y la reglamentación y régimen de pago de los profesores de secundaria. En la enseñanza industrial la creación de escuelas industriales en el campo y la culminación del proyecto UTU en 1941, que había sido impulsado por el presidente Feliciano Viera en 1916. En la enseñanza terciaria creó la Facultad de Química, fundó el Instituto de Química Industrial y reglamentó la carrera de ingeniero agrónomo, entre otros aportes.

### Actuación política
En 1915 fue elegido diputado por el partido Colorado. En esa legislatura presentó un proyecto para la reorganización del Consejo Nacional de Higiene. En 1922 fue elegido senador y en 1925 fue designado ministro de Industria. En 1926 fue Consejero Nacional de Primaria. Entre junio de 1926 y julio de 1929 fue presidente del Sindicato Médico del Uruguay.
Interesado en el funcionamiento moderno de las Escuelas industriales, urbanas y las agrarias, se vinculó con la enseñanza en todos los niveles, mediante proyectos y planes de renovación. Ante la creación en 1934 de la Dirección General de la Enseñanza Industrial, Arias escribió: «...la Ley del 16 de julio de 1916 que informé en Cámara, inició la organización de nuestra Enseñanza Industrial; la Ley del 5 de abril de 1934, que propuse posteriormente, concreta y actualiza esa organización». Entre 1942 y 1948 fue director general. Todo este proceso impulsado principalmente por Arias culminó en la creación de la Universidad del Trabajo del Uruguay.
Llevan su nombre la Escuela Superior De Electrónica y Electrotecnia «Dr. José F. Arias», en Montevideo, y la Colonia Dr. José F. Arias en el departamento de San José.
Falleció el 22 de abril de 1970 a los 85 años por una crisis cardíaca.